# Sufragetă

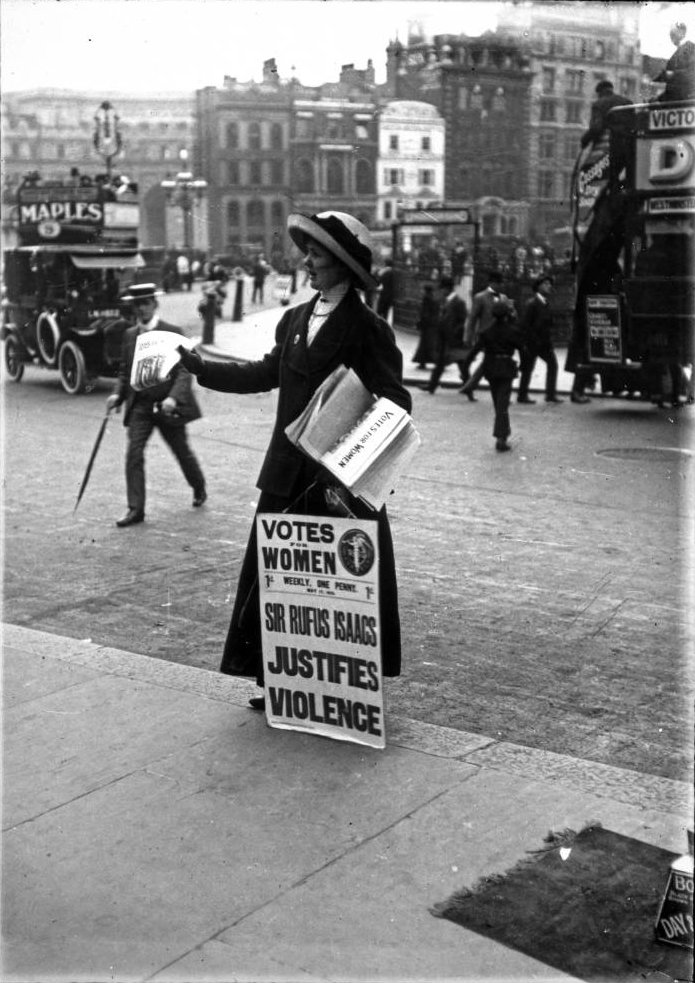
O sufragetă britanică (c. 1910)

Mișcarea sufragetelor a reprezentat o mișcare de emancipare a femeilor din Anglia de la începutul sec. al XX-lea, al cărei scop a fost obținerea drepturilor politice pentru femei, în principal dreptul de vot. Termenul de sufragetă se referă în particular la membrii Uniunii Sociale și Politice a femeilor britanice (WSPU), o mișcare fondată în 1903 de către Emmeline Pankhurst, care s-a implicat activ în acțiunile directe și nesupunerea civilă. În 1906, un reporter de la Daily Mail a introdus termenul ”sufragetă” pentru Uniunea Socială și Politică a Femeilor Britanice, pornind de la termenul „sufragist”, cu scopul de a diminua sufragiul celor care pledau pentru drepturile femeilor.
Femeile au reușit să obțină dreptul de vot în mai multe țări până la finalul secolul al 19-lea; în 1893, Noua Zeelandă a devenit prima țară autoguvernantă ce a acordat votul tuturor femeilor peste 21 de ani. Sufragetele au șicanat politicienii, au încercat să ia cu asalt Parlamentul, în urma acestor acțiuni fiind atacate și agresate sexual în timpul bătăilor cu poliția, au dat foc la cutii poștale și clădiri goale, au pus bombe pentru a deteriora bisericile și proprietățile, înfruntând mânia și ridiculizarea în mass media. Încarcerate, sufragetele intrau în greva foamei, însă organele guvernului le hrăneau cu forța. Moartea uneia dintre sufragete, Emily Davison, a făcut înconjurul lumii, aceasta aruncându-se în fața calului regelui, la întrecerea de cai Epsom Derby din 1913.
Campania sufragetelor a fost suspendată odată cu începerea Primul Război Mondial, în 1914. După război, legea privind Reprezentarea Actului Poporului din 1918 a acordat dreptul de vot femeilor peste 30 de ani, cu anumite calificări de proprietate. Zece ani mai târziu, femeile au obținut egalitatea electorală cu bărbații, când legea privind Reprezentarea Poporului din 1928 a acordat dreptul de vot tuturor femeilor cu vârsta de 21 de ani. 

## Istorie

### Sufragiul femeilor
Noua Zeelandă a devenit prima țară autoguvernantă ce a permis femeilor dreptul de a vota în 1893. In sudul Australiei, femeile au obținut același drept, devenind primele care au obținut dreptul de a opta pentru parlamentari, în 1895. În Statele Unite ale Americii, femeile albe cu vârsta peste 21 de ani li s-a permis să voteze în teritoriile vestice a statului Wyoming din 1869 iar în Utah, din 1870.

### Sufragistele britanice
În 1865, John Stuart Mill a fost ales în Parlament pe o platformă ce includea voturi pentru femei și în 1869 a publicat un eseu în favoarea egalității dintre sexe, The Subjection of Women. De asemenea, în 1865 s-a format un grup de discuții pentru a promova educația superioară pentru femei, denumită Kensington Society. Urmând discuții pe tema sufragiului, societatea a format un comitet pentru a redacta o petiție și a strânge semnături, astfel Mill fiind de acord să prezinte petiția în Parlament, odată ce ar fi strâns 100 de semnături. Petiția a fost prezentată în 1866, timp în care suporterii au strâns 1499 de semnături, inclusiv semnătura lui Florence Nightingale, Harriett Martineau, Josephine Butler și Mary Somerville.
Încă alte 2 petiții au fost prezentate Parlamentului în 1867 și Mill a propus un amendament la legea de reformă din 1867, pentru a oferi femeilor aceleași drepturi politice ca și bărbaților, dar amendamentul a fost tratat cu bătaie de joc și a fost învins în urma câștigării a 196 voturi împotriva a 73.

### Formarea Uniunii Sociale și Politice a Femeilor Britanice
În Manchester, s-a format Comitetul Sufragetelor în 1867, urmând să colaboreze cu Partidul Independent al Muncii (ILP), pentru a securiza votul pentru femei dar în ciuda implicării acestuia, Partidul era mult mai interesat de asigurarea locurilor de muncă pentru bărbați, refuzând să prioritizeze sufragiul. În 1897, comitetul sufragetelor din Manchester s-a unit cu Uniunea Națională a Societăților de Sufragiu pentru Femei. Emmeline Pankhurst, membru original al comitetului din Manchester, împreună cu fiica sa, Christabel au devenit nerăbdătoare cu Partidul Independent al Muncii, și pe 10 octombrie, 1903, Emmeline a organizat o întâlnire la casa acesteia din Manchester, pentru a forma un grup separat, Uniunea Socială și Politică a Femeilor Britanice.